# Royal Society Open Science
Royal Society Open Science est une revue scientifique évaluée par des pairs en accès libre publiée par la Royal Society depuis septembre 2014. Son lancement a été annoncé en février 2014.
La revue a récemment publié une collection spéciale couvrant le sujet émergent de l'analyse des villes,. Les articles publiés dans Royal Society Open Science sont régulièrement couverts dans les médias grand public, tels que BBC News et The Independent. La revue est indexée par un certain nombre de services, y compris PubMed, PubMed Central, Scopus et le Directory of Open Access Journals.